# Villa stenozoides
Villa stenozoides är en tvåvingeart som beskrevs av El-hawagry och Greathead 2006. Villa stenozoides ingår i släktet Villa och familjen svävflugor.
Artens utbredningsområde är Egypten. Inga underarter finns listade i Catalogue of Life.